# Sint-Pieterskerk (Bevere)

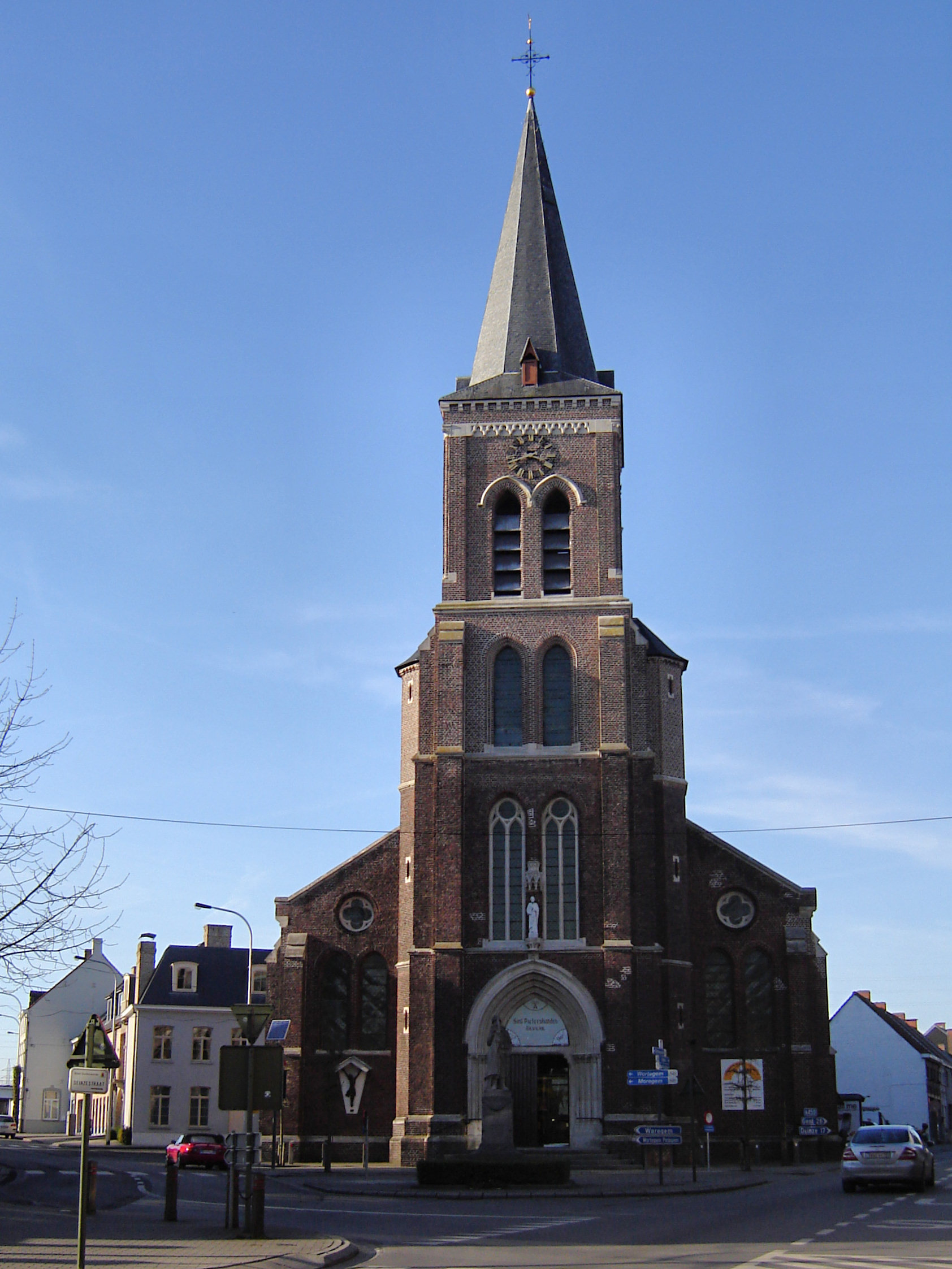
Sint-Pieterskerk

De Sint-Pieterskerk is de parochiekerk van de tot de Oost-Vlaamse gemeente Oudenaarde behorende plaats Bevere, gelegen aan de Deinzestraat.

## Geschiedenis
Op de Kerkkouter werden funderingen aangetroffen van een vroegere kerk, een vroegmiddeleeuws eenbeukig zaalkerkje van veldsteen, waar later zijbeuken in Doornikse kalksteen aan werden toegevoegd. Het geheel lag binnen een ovale gracht. In 1579 werd het kerkje gesloopt en met de stenen werden de verdedigingsmuren van Oudenaarde versterkt.
Een nieuwe kerk werd op dezelfde plaats gebouwd, maar in 1674 werd ook deze vernield, nu door de Fransen.
In 1682-1685 werd opnieuw een kerk gebouwd, nu aan de Deinzestraat. In 1756 werd een westtoren toegevoegd, in 1780 werden twee zijaltaren aangebouwd.
In 1876 werd ook deze kerk gesloopt en vervangen door de huidige kerk naar ontwerp van architect Théophile Bureau. In november 1918 werd de kerk zwaar beschadigd door bombardementen. Herstel volgde in 1921-1923 onder leiding van Henri Valcke.

## Gebouw
Het betreft een naar het noordwesten georiënteerde bakstenen pseudobasiliek met voorgebouwde zuidoosttoren. In deze toren bevindt zich een spitsboogportaal dat bekroond wordt door een Sint-Petrusbeeld.

## Interieur
Het kerkmeubilair is vrijwel geheel neogotisch, uit de tijd van de bouw van de kerk. Het meubilair omvat ook enkele schilderijen.

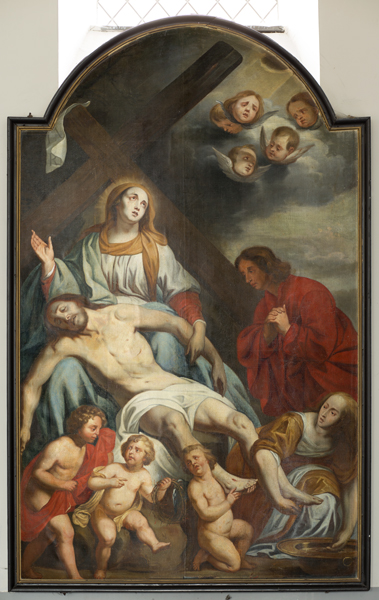
Piëta
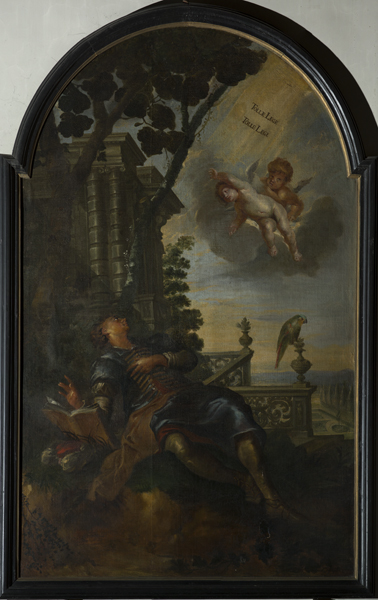
Heilige Augustinus
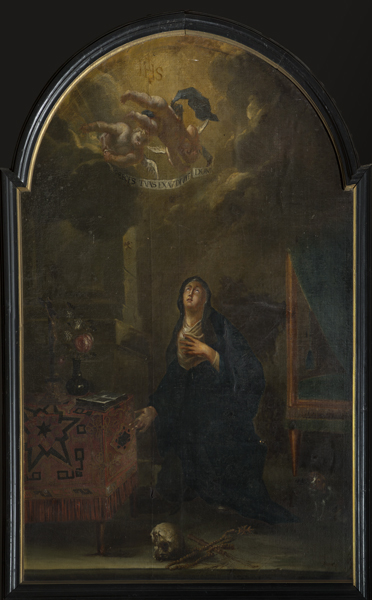
Heilige Monica
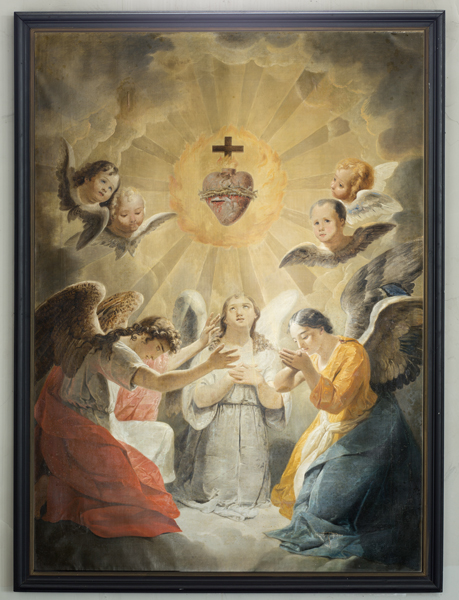
Heilig Hart